# Rubicundiella blanchardi
Rubicundiella blanchardi är en stekelart som först beskrevs av Davis 1898.  Rubicundiella blanchardi ingår i släktet Rubicundiella och familjen brokparasitsteklar. Inga underarter finns listade i Catalogue of Life.